# そふてにっ
『そふてにっ』は、あづち涼による日本の漫画作品。『月刊コミックブレイド』（マッグガーデン）2008年6月号にプロトタイプ版の読み切りが掲載された後、2008年10月号より本格連載が開始され、2013年1月号まで連載された。単行本は全8巻。中学校の部活動のテニス（ソフトテニス）を題材としている。作者の出身地である北海道が舞台となっている。
漫画の内容は各1話につき1ページから数ページの数本 - 十数本のショートストーリーで組み立てられており、それぞれのショートストーリーの中にサブタイトルとオチがつく構成となっている。いわゆる1ページ漫画や4コマ漫画に通ずる作風でもある。
2010年12月号にてアニメ化が発表され、2011年4月から6月まで放送された。

## ストーリー
白玉中学校女子ソフトテニス部の春風明日菜、沢夏琴音、秋山千歳、冬川来栖。彼女たちは新入部員のエリザベス・ウォーレンと平岸やよいを仲間に加え、今日も笑いを巻き起こしながら、青春をかけて全国大会を目指して練習を続けるのであった。

## 登場人物
※声優はテレビアニメ版のもの。

### 白玉（しらたま）中学校
春風 明日菜（はるかぜ あすな）
声 - 伊藤かな恵
白玉中の女子ソフトテニス部員。2年生。身長155センチメートル・体重46キログラム。血液型はB型。何気ない会話や日常の出来事から、エッチなことを連想して妄想する癖があり、しばしそれが表に出て暴走することもある。イチゴ牛乳が好き。実家は酪農家で自身も手伝いをしている。1年生の頃は髪を長く伸ばしていた。テニスの実力は平凡なレベル。しかし、走り込みを続けたことによりダッシュ力はあり、黒玉中との試合ではそれを活かしたプレイで竜崎美蘭からポイントを奪った。
ダブルスのパートナーは琴音。
沢夏 琴音（さわなつ ことね）
声 - 喜多村英梨
白玉中の女子ソフトテニス部員の1人。2年生。身長156センチメートル・体重48キログラム。血液型はA型。ツインテールが特徴だが、かつてはショートヘアーだった。空手に天賦の才を持ち、小学生の大会では無傷で3連覇をしたことがある実力者でもあり、10年に1人の天才とも称されているが、本人は自分が強いことにコンプレックスを抱いている。そんな中、「別の高みを目指してみないか」と三島木に誘われたことから入部し、テニスで上を目指すことになった。実家は空手道場で、テニス部に所属した後も鍛錬は欠かさない。運動神経はいいのだが、ソフトテニスを始めた当初は持ち前の腕力を活かした勢いだけのプレイが多く、ボールのコントロールも悪いことを当時の部長だった紫希に指摘されていた。しかし、合宿などの様々な出来事を通して上達しつつある。
ボーイッシュな性格で周囲のムードメーカー兼ツッコミ役。顧問の三島木に想いを抱いているが、なかなか素直になれず三島木がエリザベスと仲良くしているところを見て嫉妬する姿もみられる。
ダブルスのパートナーは明日菜。
秋山 千歳（あきやま ちとせ）
声 - 伊藤静
白玉中の女子ソフトテニス部の部長。3年生。身長162センチメートル・体重55キログラム。血液型はA型。非常に大食い。作中では野生児のような一面を見せることもあるが、テニスの実力は皆無で球をまともに打ち返すことすらできず、後から入部したエリザベスに先を越されるほどの有様だが、食べ物が絡むと嘘のように機敏になる。メガネをかけていてスタイルが非常に良いが平塚の調査では一年生の頃はスレンダーだった。2年生の頃は髪型はショートヘアーだったが、物語開始時にはロングヘアーになっている。理論派だが理論を実践できるだけの技量は無い。
ダブルスのパートナーは来栖だが、かつては紫希と組んでいた。
単行本巻末恒例のの嘘予告ページでは悪役扱いされていることが殆どで、作者に激しいツッコミを入れている。
冬川 来栖（ふゆかわ くるす）
声 - 明坂聡美
白玉中の女子ソフトテニス部員の1人。1年生。浅黒い肌をした小柄で無口な少女。被り物や着ぐるみ集めを趣味としていて部活動の際に持ち込むこともある。ソフトテニスの実力はかなりのもので謎多きルーキーとされている。冬川家の養女で、その出生にも謎が多い。
ダブルスのパートナーは千歳。
エリザベス・ウォーレン
声 - 矢作紗友里
三島木に会うためにイギリスから留学して白玉中の女子ソフトテニス部に入部した少女。2年生。清楚で天然ボケな性格だが、部内では常識人の部類である。小学校の頃から硬式テニスをやっており、イギリスの全国大会で優勝した経験もある実力者。三島木とは彼が全日本の合宿でイギリスへと渡っていた時からの知り合いで、その頃から彼に好意を抱いている。日本語は話せるが留学してきたばかりのために日本の常識に関しては乏しい。
ダブルスのパートナーはやよい。
テレビアニメ版では原作よりも登場が前倒しされ、それにあわせて原作には無いアニメ版オリジナルの描写が多数追加されている。
平岸 やよい（ひらぎし やよい）
声 - 戸松遥
白玉中の女子ソフトテニス部員の1人。1年生。霊媒師一家の娘で霊感が強い。普段はおしとやかで内気な性格だが、姉・うづきの霊が取り憑いており、うづきが体を乗っ取った時は、形相が一変し、多重人格者のように性格が変貌する。
強引な勧誘をしていた白玉中テニス部員に事実上巻き込まれる形でテニス部へと入部した。なお、テニスは小学校から3年間経験しているものの、実力は千歳と同レベルでサーブすらまともに打ち返せない。おまけにカナヅチである。
ダブルスのパートナーはエリザベス。
平岸 うづき（ひらぎし うづき）
声 - 戸松遥
やよいの姉。故人。生きていれば中学2年生。逆立った髪とツリ目が特徴。内気なやよいとは対照的に、「天才テニスプレイヤー」を自称するほどの自信家かつ好戦的な性格で、テニスの実力も相当なものである。「ファック」「ファッキン」が口癖。
やよいにとっては憧れの存在であったが2年前に大事な大会へと向かう途中、交通事故で亡くなった。しかしライバルとの決着を着けられなかった未練から成仏はせずにやよいに取り憑いており、しばし体を乗っ取ることもある。
三島木 洋（みしまぎ よう）
声 - 松本忍
女子ソフトテニス部の顧問。28歳。通称「ミッシー」。面倒くさがりな性格で部屋が散らかっていたり居眠りをしていたりなど、怠惰な一面も見られる。ただし、テニスとなれば話は別で高校時代はソフトテニスの全国大会で3連覇したことがある実力者で獲得したトロフィーも多く、普段は部員達に真面目に指導もしている。琴音とエリザベスから好意を寄せられている。唐辛子や「ハバティー（ハバネロのドリンク）」を好むほどの辛いもの好きで、白玉中の教員慰安用の温泉には「三島木専用」と書かれたドリンクが置いてある。愛車は27万円で買った中古のスバル・アルシオーネ。
三吉 杏子（みよし きょうこ）
声 - 氷上恭子
白玉中学校の2年B組の担任教師。28歳。紫のショートカットにメガネをかけた女性。担当は数学。
西岡 紫希（にしおか しき）
声 - 高垣彩陽
白玉中学校女子ソフトテニス部のOGで前部長。高校1年生。三島木の従妹で、私生活ではだらしない三島木の家を時々訪れては世話をしている。中学校在学中のダブルスパートナーは千歳。
獅堂岬が何度挑んでも全く歯が立たないほどの実力を持ちながら、向上心に欠けているため、ソフトテニスでトップを目指そうとはしていない。

### 赤玉（あかだま）中学校
木場 澄乃（きば すみの）
声 - 井上麻里奈
女子ソフトテニス部の2年生。ボーイッシュで勝気な性格。琴音とは良きライバルで、テニスの腕もいい勝負。
ダブルスのパートナーは芹葉。
雨宮 芹葉（あまみや せりは）
声 - 菊池こころ
女子ソフトテニス部の部長。2年生。前髪で左目を隠した小柄な少女。
ダブルスのパートナーは澄乃。
水森 あづさ（みずもり あづさ）
声 - 巽悠衣子
女子ソフトテニス部の1年生。オカッパが特徴の小柄な少女。少々生意気なところがあり、先輩である澄乃に対しても辛辣な言葉を浴びせるが、ツンデレな一面もある。「七色のアレ」という球が7個に見えるサーブを得意とする（アニメでは色まで7色になる）が、来栖にはあっさりと打ち返された。以降来栖をライバル視している。
ダブルスのパートナーは綾香。
風間田 綾香（かざまた あやか）
声 - 上田のりこ
女子ソフトテニス部の2年生。金髪と頭に巻いたバンダナが特徴。
ダブルスのパートナーはあづさ。
南雲 志保（なぐも しほ）
声 - 早見沙織
女子ソフトテニス部の2年生。眼鏡を掛けていて、背が高く大人っぽい雰囲気の少女。役者の卵でもあるが、背が高いが故に演じるのはいつも大人の役ばかりで、いつか年相応の役が貰えるよう日々演技を磨いている。
ダブルスのパートナーは祥子。
土田 祥子（つちだ しょうこ）
声 - 阿久津加菜
女子ソフトテニス部の2年生。特徴らしい特徴は無い。
ダブルスのパートナーは志保。
天地 玲緒（あまち レオ）
声 - 沢城みゆき
赤玉中の男子生徒で、女子ソフトテニス部のマネージャー。1年生。「レオ」という名前から、部内では「ジャングル大王」のあだ名で呼ばれている。有名な整体師の家系の生まれで、「神の指先を持つ男」と呼ばれるほどマッサージの腕は天才的。しかし、腕が良すぎて、マッサージをされた相手は極度の快感を覚えるため、マッサージ後はかえって疲れてしまう。なお、本人は自身が未熟と思っており、その天才的な腕前には全く自覚がない。
スポーツ用品店で知り合った明日菜のことが気にかかっており、惚れている描写すらある。練習試合では女装して赤玉中チームメイトの目を欺き白玉中の味方をした。ちなみに女装をすると、男子生徒が見間違え惚れるほどの美人になる。後に彼自身もソフトテニスを始めた。
火野（ひの）
赤玉中の女子ソフトテニス部の顧問。女性。

### 黒玉（くろたま）中学校
獅堂 岬（しどう みさき）
声- 寿美菜子
女子ソフトテニス部の部長。3年生。シングルスの全国大会で優勝し、消える魔球で他の全ての選手たちを大きく凌駕する、作中のキャラクターの中でもトップクラスの実力の持ち主。テニスでは冷徹に振舞うが、それ以外の場面では何かと抜けていて隙が多く、いじられたり酷い目に遭ったりすることも度々ある。ニャン太郎という猫のマスコットキャラクターが大好きだが、自分の威厳が損なわれることを理由に他者には隠している。「獅堂会館」と呼ばれる彼女の本拠地があり、そこにはテニスコートのみならず、地下には様々な訓練場が配備されており、あらゆる学校のテニス部員たちの合宿場にもなっている。
西岡紫希とは小学校時代からの知り合い。実力はありながらも紫希にはどうしても勝てず、ずっと目標にしていた。
明日菜達との試合では、岬対策としてニャン太郎の10周年記念ユニフォームを着た彼女らに惑わされ調子を崩されるも、ユニフォーム（ニャン太郎）を雑に扱う姿に激怒し、明日菜達を瞬殺した。
竜崎 美蘭（りゅうざき みらん）
岬のダブルスパートナー。3年生。岬に劣らぬほどの一流プレイヤーで、対戦相手のボールを後ろにそらしたことは一度も無い。明日菜達との試合でも実力を見せ付けるが、全力を出した明日菜と琴音のコンビプレイにガードを打ち崩される。
冬川 有栖（ふゆかわ ありす）
冬川来栖の姉で、冬川財閥の娘。3年生。とある出来事をきっかけに来栖を憎むようになるが、来栖との試合後に彼女と和解した。
大手町 小鳥（おおてまち ことり）
有栖のダブルスパートナー。1年生。鼻の頭の絆創膏がトレードマーク。ドジっ子。
熊川 清美（くまかわ きよみ）
黒玉中ダブルスペアの一番手。2年生。アイシャドーのような目が特徴。愛称は熊ちゃん。
田貫 橘音（たぬき きつね）
熊川のダブルスパートナー。2年生。常に帽子を被っている。
平塚 由良（ひらつか ゆら）
声 - 豊崎愛生
女子ソフトテニス部の1年生。他の学校のテニス部に潜入調査し、情報を収集するスパイの役目を持つ。他者の性癖に興奮するという変態的な性格の持ち主で、よく岬に叱責されているが、基本的には至って常識人である。白玉中の情報収集の際には、女子ソフトテニス部の個性的な面々にしばし翻弄される。

### 木の下（きのした）中学校
白玉中の地区大会1回戦の相手。テニスウェアはハーフパンツ。
雨竜 美影（うりゅう みかげ）
女子ソフトテニス部の部長。3年生。「○○じゃ」などといった古風な言い回しをする。
松下 忍（まつした しのぶ）
美影のダブルスパートナー。精神統一の際に足が痺れた美影の世話を毎回焼いている。
田中 棚華（たなか たなか）
3年生。木の下中ダブルスペアの一番手。白玉中をなめきっており、それが仇となって明日菜と琴音の策に嵌り敗北した。
北浦 魅琴（きたうら みこと）
3年生。棚華のダブルスパートナー。棚華と同じく白玉中をなめきっていた。
塚井（つかい）
木の下中ダブルスペアの二番手。
一貝（いちがい）
塚井のダブルスパートナー。

### 荷個（にこ）中学校
白玉中の地区大会2回戦の相手。
津部 優（つべ ゆう）
女子ソフトテニス部の部長。3年生。「ザ・ウィナー」という調合ドリンクを作り、それを相手に飲ませることで体調を崩させ、1回戦の相手の鎌瀬中を棄権させていた。2回戦の相手である明日菜達にも飲ませようと策を用いるが、偶然が重なり誤って自分達がドリンクを飲んでしまうはめになり、大会を棄権した。

### 真王（まおう）中学校
白玉中の地区大会準決勝の相手。
藻岩野 吹雪（もいわの ふぶき）
2年生。平岸うづきの因縁のライバル。カットボールを得意とし、赤玉中の澄乃達を破るほどの実力を持つ。表情に乏しい。
佐々峰 由真（ささみね ゆま）
2年生。吹雪のダブルスパートナー。小学生時代のうづきのダブルスパートナーだった。うづきをファッキン野郎と呼ぶ。

### 裏筋（うらすじ）中学校
父親の転勤（左遷？）によって全国から北海道に集った実力派プレイヤー達が揃っている。
歪 押子（いびつ おしこ）
3年生。「千葉のやわらかマエストロ」の異名を持つ、全国でも屈指の頭脳派プレイヤー。陰影の濃い顔をしている。
御水野 華美（おみずの はなみ）
3年生。水商売の女性のような恰好をし、「新説歌舞伎町テニス」と呼ばれている。
種有 益美（たねあり ますみ）
3年生。マジシャンめいた格好をしており、関西弁でしゃべる。「浪速の純情トリックスター」の名で呼ばれる。
不動 今日子（ふどう きょうこ）
3年生。巨大な体躯と厳つい顔を持つ。通称「東北の活火山」。合同強化合宿では、大王イカに襲われ遭難した皆を助け無人島に運んだり、木材で二階建てのペンションを建てたりと、大活躍する。
五魔 スリ子（ごま スリこ）
2年生。不動今日子のダブルスパートナー。あだ名は「韋駄天腰ぎんちゃく」。
舞・コーハン（まい・コーハン）
3年生。顔を白塗りにしており、「白面の帰国子女」の異名を持つ。

### 小樽北城（おたるほくじょう）中学校
昨年の全道大会で3位に入賞した古豪。
森泉（もりいずみ）
女子ソフトテニス部の顧問。名将と名高い老人。

### 札幌笑止（さっぽろしょうし）女学院
全道大会に出場する札幌の中学校。
橘 妙美（たちばな たえみ）
女子ソフトテニス部のエース。3人組アイドルユニット「ソフューム」のメンバー。アイドルとしてやっていくためにはテニスはただの手段にしか過ぎないと考えている。
久多良木 環（くたらぎ たまき）
2年生。妙美のダブルスパートナー。
雁木 貴之（かりき たかゆき）
女子ソフトテニス部の顧問。眼鏡の男性。三島木の知り合い。

### クレーム族
合同強化合宿に向かった明日菜達が遭難した先の無人島に住む人々。ソフトテニスを「ソフ・ト・テニシャール」、ゴムボールを「ゴ・ムヴォール」と呼び、明日菜達に勝負を挑む。
おてんばのパト
クレーム族の第一階層の守護者。長いツインテールが特徴。守護者の中では最弱とされる。便意を我慢する澄乃と決闘を行い、善戦するも敗北する。
いなせなバッツ
クレーム族の第二階層の守護者。筋肉質な男。女子の後ろに隠れた三島木を蔑み、彼と決闘を行うが、石柱を利用した三島木の作戦の前に敗れる。
カロリナ姉妹（ドコサ・カロリナ、ヘキサ・カロリナ）
クレーム族の第三階層の守護者。通称、「おしゃまなドコサ」と「はいからなヘキサ」。姉妹揃ってニャン太郎の着ぐるみを着ている。ヘキサは有栖に瞬殺され、ドコサは弱点を克服するために名乗りを挙げた岬と戦い、彼女に気合負けする。
レイナ
仮面を付けたクレーム族のリーダー格の女性。パルティナの娘。各階層に守護者達を送り込み、催眠術をかけた琴音を最後の刺客として明日菜と戦わせるが、琴音はそもそも術にかかっておらず、試合も明日菜の勝利に終わり完全に敗北する。
パルティナ
レイナの母親。古代文明の生き残りと話す老婆で、来栖と家族関係にあるような描写がある。

### その他
春風 春日（はるかぜ かすが）
声 - 大谷育江
春風明日菜の母。35歳。酪農を営んでいる。
沢夏 紋十郎（さわなつ もんじゅうろう）
声 - 大川透
沢夏琴音の父。43歳。空手道場館長。髭を生やした強面の男性。一人娘の琴音を溺愛しており、毎日の登下校ですら心配するほどの心配性。
りん、しゅん
千歳の妹と弟。千歳を「ちー姉」と呼ぶ。
秋山 志穂（あきやま しほ）
千歳の母。38歳。職業はトレジャーハンターで、世界各地で宝を探しては変な物を家に持ち帰ってくる。
シンディー・ウォーレン
エリザベスの叔母。職業は大工。巨乳であり、三島木に自身の胸の谷間を露骨に見せて、鼻血を出させた。
平岸 さつき（ひらぎし さつき）
平岸姉妹の母。34歳。霊媒師であり、普段は飄々としているが怒った時はうづきも黙らせるほど怖い。
スピル・ジョージ
来栖の知人で、ハリウッド映画の監督。64歳。代表作『インディ・ウォーズ』シリーズは、一時期ラズベリー賞を総ナメにしたことがある。明日菜達に来栖の過去を語って聞かせるが、その話の真偽は不明。
美園 まどか（みその まどか）
『月刊ソフトテニスダイジェスト』の記者。26歳。仕事と称して女子選手の写真を撮るのが趣味。
薄野（すすきの）
『月刊ソフトテニスダイジェスト』の記者。男性。まどかの後輩。
露満 求（ろまん もとむ）
女子ソフトテニスの大会委員長。女子選手のアンダースコートが大好きで、開会式ではスコートに対する情熱を込めた熱い演説を披露した。三島木とは知り合い。

## 単行本
- あづち涼 『そふてにっ』 マッグガーデン〈BLADE COMICS〉、全8巻
  1. 2009年4月10日発売 ISBN 978-4-86127-620-0
  2. 2009年11月10日発売 ISBN 978-4-86127-673-6
  3. 2010年7月10日発売 ISBN 978-4-86127-745-0
  4. 2011年3月10日発売 ISBN 978-4-86127-834-1
  5. 2011年6月10日発売 ISBN 978-4-86127-867-9
  6. 2012年2月10日発売 ISBN 978-4-86127-945-4
  7. 2012年7月10日発売 ISBN 978-4-8000-0017-0
  8. 2013年2月9日発売 ISBN 978-4-8000-0092-7

## テレビアニメ
2011年4月から同年6月まで、独立UHF局ほかで放送された。全12話。テレビ放映時は、裸や下着のシーンに動物マーク等で修正が入ったほか、第3話は諸事情により一部のシーンで約1分ほどの間、映像が差し替えられた。なお、エンドカードはニコニコ静画で募集されたものである。

### スタッフ
- 原作 - あづち涼（『そふてにっ』月刊コミックブレイド連載中 / マッグガーデン刊）
- 監督・シリーズ構成 - 上坪亮樹
- キャラクターデザイン - 岡勇一
- プロップデザイン - 影原半蔵
- 美術監督 - 湯澤康之
- 色彩設定 - 松岡珠江
- 撮影監督 - 掘野大輔
- 編集 - 坂本久美子
- 音楽 - 虹音
- 音楽制作 - ランティス
- 音響監督 - 岩浪美和
- プロデューサー - 中山信宏、小池克実、福田順、千野孝敏、藤田敏、納谷僚介
- アニメーション制作 - XEBEC
- 製作 - 「そふてにっ」製作委員会（ジェネオン・ユニバーサル、ランティス、クロックワークス、XEBEC、AT-X、スタジオマウス）

### 主題歌
オープニングテーマ「るーるぶっくを忘れちゃえ」
作詞 - 畑亜貴 / 作曲 - 高田暁 / 編曲 - 高田暁、小池雅也
歌 - ULTRA-PRISM with 白玉中ソフトテニス部［春風明日菜（伊藤かな恵）、沢夏琴音（喜多村英梨）、秋山千歳（伊藤静）、冬川来栖（明坂聡美）、エリザベス・ウォーレン（矢作紗友里）］
エンディングテーマ「つまさきだち」
作詞 - 坂井季乃 / 作曲・編曲 - 黒須克彦 / 歌 - 伊藤かな恵

### 各話リスト
| 話数       | サブタイトル | 脚本     | 絵コンテ | 演出       | 作画監督                              | 総作画監督      |
| ---------- | ------------ | -------- | -------- | ---------- | ------------------------------------- | --------------- |
| 第1ゲーム  | あされんっ   | 鴻野貴光 | 上坪亮樹 | 上坪亮樹   | 鶴窪久子、小野和美                    | 岡勇一 堀たえ子 |
| 第2ゲーム  | ぱつきんっ   | 木村暢   | 樋口香里 | 飯村正之   | 柳沢まさひで                          | 岡勇一 堀たえ子 |
| 第3ゲーム  | もーれつっ   | 鴻野貴光 | 中村里美 | 中村里美   | 福島豊明、酒井智史                    | 岡勇一 堀たえ子 |
| 第4ゲーム  | おでかけっ   | 木村暢   | 石田暢   | 石田暢     | 若山政志                              | 岡勇一 堀たえ子 |
| 第5ゲーム  | さいらいっ   | 石田健幸 | 吉川博明 | 小野田雄亮 | 鶴窪久子、小野和美 滝山真哲、沓澤洋子 | 岡勇一 堀たえ子 |
| 第6ゲーム  | つーぺあっ   | 鴻野貴光 | 飯村正之 | 飯村正之   | 中島美子、日高真由美 藤田正幸         | 岡勇一 堀たえ子 |
| 第7ゲーム  | せんぷくっ   | 木村暢   | 長澤剛   | 長澤剛     | 柳沢まさひで                          | 岡勇一 堀たえ子 |
| 第8ゲーム  | てっぺんっ   | 鴻野貴光 | 中村里美 | 中村里美   | 猿渡聖加、小宮山由美子 藤田正幸       | 岡勇一 堀たえ子 |
| 第9ゲーム  | ひとまずっ   | 木村暢   | 孫承希   | 孫承希     | 滝山真哲                              | 岡勇一          |
| 第10ゲーム | しんかんっ   | 黒田洋介 | 吉川博明 | 鎌田祐輔   | 谷圭司、酒井智史 輿石暁               | 岡勇一 堀たえ子 |
| 第11ゲーム | とりっぷっ   | 木村暢   | 飯村正之 | 飯村正之   | 柳沢まさひで、竹谷今日子 小宮山由美子 | 岡勇一 堀たえ子 |
| 第12ゲーム | りたーんっ   | 鴻野貴光 | 上坪亮樹 | 上坪亮樹   | 滝山真哲、柳沢まさひで 小野和美       | 岡勇一 堀たえ子 |

### 放送局
| 放送地域 | 放送局             | 放送期間                | 放送日時                     | 放送系列       | 備考                            |
| -------- | ------------------ | ----------------------- | ---------------------------- | -------------- | ------------------------------- |
| 東京都   | TOKYO MX           | 2011年4月8日 - 6月24日  | 金曜 2:30 - 3:00（木曜深夜） | 独立UHF局      |                                 |
| 日本全域 | AT-X               | 2011年4月8日 - 6月24日  | 金曜 23:30 - 土曜 0:00       | CS放送         | 製作委員会参加 リピート放送あり |
| 千葉県   | チバテレビ         | 2011年4月9日 - 6月25日  | 土曜 1:30 - 2:00（金曜深夜） | 独立UHF局      |                                 |
| 愛知県   | テレビ愛知         | 2011年4月9日 - 6月25日  | 土曜 2:00 - 2:30（金曜深夜） | テレビ東京系列 |                                 |
| 埼玉県   | テレ玉             | 2011年4月9日 - 6月25日  | 土曜 2:05 - 2:35（金曜深夜） | 独立UHF局      |                                 |
| 兵庫県   | サンテレビ         | 2011年4月9日 - 6月25日  | 土曜 2:15 - 2:45（金曜深夜） | 独立UHF局      |                                 |
| 日本全域 | ニコニコチャンネル | 2011年4月10日 - 6月26日 | 日曜 22:30 更新              | ネット配信     |                                 |
| 神奈川県 | tvk                | 2011年4月11日 - 6月27日 | 月曜 1:00 - 1:30（日曜深夜） | 独立UHF局      |                                 |
| 日本全域 | ShowTime           | 2011年4月25日 - 7月11日 | 月曜 12:00 更新              | ネット配信     |                                 |

### 関連CD

#### サウンドトラック
テレビアニメ『そふてにっ』のサウンドトラック。2011年6月22日にMellow Headから発売された。劇中で使用されたBGMと、主題歌のTVサイズ・バージョンを収録している。なお、作曲は虹音が手掛けている。
収録曲
| #   | タイトル                                                                           | 作詞 | 作曲 | 時間 |
| --- | ---------------------------------------------------------------------------------- | ---- | ---- | ---- |
| 1.  | 「そふてに日和」                                                                   |      | 虹音 | 2:19 |
| 2.  | 「るーるぶっくを忘れちゃえ (TV ver.)」(歌 - ULTRA-PRISM with 白玉中ソフトテニス部) |      | 虹音 | 1:29 |
| 3.  | 「さぶたいとるっ」                                                                 |      | 虹音 | 0:09 |
| 4.  | 「れんしゅうっ」                                                                   |      | 虹音 | 1:12 |
| 5.  | 「だっしゅ だっしゅ だっしゅっ」                                                   |      | 虹音 | 1:58 |
| 6.  | 「もうそうっ」                                                                     |      | 虹音 | 1:09 |
| 7.  | 「ひっさつっ!」                                                                    |      | 虹音 | 0:57 |
| 8.  | 「テラフカス川の主」                                                               |      | 虹音 | 0:59 |
| 9.  | 「ま、まさかねぇ〜」                                                               |      | 虹音 | 0:52 |
| 10. | 「まいぺーすっ」                                                                   |      | 虹音 | 1:03 |
| 11. | 「ぶかつっ」                                                                       |      | 虹音 | 1:00 |
| 12. | 「のどかな一日」                                                                   |      | 虹音 | 1:18 |
| 13. | 「この感じっ」                                                                     |      | 虹音 | 1:01 |
| 14. | 「いっつ・まじっく?」                                                              |      | 虹音 | 0:59 |
| 15. | 「ときめきっ」                                                                     |      | 虹音 | 2:07 |
| 16. | 「かいかんっ」                                                                     |      | 虹音 | 1:18 |
| 17. | 「てへっ♥」                                                                        |      | 虹音 | 0:58 |
| 18. | 「こんなはずでは…」                                                                |      | 虹音 | 1:05 |
| 19. | 「ちょうはつっ」                                                                   |      | 虹音 | 1:04 |
| 20. | 「対峙」                                                                           |      | 虹音 | 1:11 |
| 21. | 「ぷれいぼーるっ」                                                                 |      | 虹音 | 2:22 |
| 22. | 「ぶんせきっ」                                                                     |      | 虹音 | 2:11 |
| 23. | 「火花散るっ」                                                                     |      | 虹音 | 1:13 |
| 24. | 「こうげきっ」                                                                     |      | 虹音 | 1:50 |
| 25. | 「はんげきっ」                                                                     |      | 虹音 | 0:59 |
| 26. | 「げーむせっと」                                                                   |      | 虹音 | 1:33 |
| 27. | 「心もようっ」                                                                     |      | 虹音 | 1:57 |
| 28. | 「ぱにっくっ!?」                                                                   |      | 虹音 | 0:39 |
| 29. | 「あいきゃっち」                                                                   |      | 虹音 | 0:09 |
| 30. | 「おかいものっ」                                                                   |      | 虹音 | 1:54 |
| 31. | 「終わりよければっ」                                                               |      | 虹音 | 0:57 |
| 32. | 「うきうきっ♪」                                                                    |      | 虹音 | 0:55 |
| 33. | 「えれがんとっ」                                                                   |      | 虹音 | 1:10 |
| 34. | 「お・ね・が・いっ♥」                                                              |      | 虹音 | 1:01 |
| 35. | 「そ、それって…♥」                                                                 |      | 虹音 | 1:32 |
| 36. | 「道産子ピンクパンサー♥」                                                          |      | 虹音 | 0:58 |
| 37. | 「元全国チャンプっ」                                                               |      | 虹音 | 0:54 |
| 38. | 「せいしゅんっ」                                                                   |      | 虹音 | 0:55 |
| 39. | 「よそうがいっ!?」                                                                 |      | 虹音 | 0:55 |
| 40. | 「空手家そふてにぷれいやーっ」                                                     |      | 虹音 | 0:54 |
| 41. | 「不穏な影」                                                                       |      | 虹音 | 1:11 |
| 42. | 「らいばるっ」                                                                     |      | 虹音 | 1:28 |
| 43. | 「ふあんっ」                                                                       |      | 虹音 | 1:46 |
| 44. | 「嵐のよかんっ」                                                                   |      | 虹音 | 2:22 |
| 45. | 「けっとうっ」                                                                     |      | 虹音 | 1:16 |
| 46. | 「せまりくる…」                                                                    |      | 虹音 | 1:00 |
| 47. | 「きょうてきっ」                                                                   |      | 虹音 | 1:18 |
| 48. | 「ぴんちっ」                                                                       |      | 虹音 | 1:12 |
| 49. | 「あせりっ」                                                                       |      | 虹音 | 2:06 |
| 50. | 「もう…だめっ」                                                                    |      | 虹音 | 1:28 |
| 51. | 「あきらめないっ」                                                                 |      | 虹音 | 1:01 |
| 52. | 「はくねつっ」                                                                     |      | 虹音 | 1:27 |
| 53. | 「感動秘話」                                                                       |      | 虹音 | 2:19 |
| 54. | 「おやすみなさいっ」                                                               |      | 虹音 | 1:22 |
| 55. | 「よこくっ」                                                                       |      | 虹音 | 0:19 |
| 56. | 「つまさきだち (TV ver.)」(歌 - 伊藤かな恵)                                        |      | 虹音 | 1:30 |

#### キャラクターソングアルバム
テレビアニメ本編のキャラクターソング・アルバム。2011年7月6日にMellow Headから発売された。
春風明日菜、沢夏琴音、秋山千歳、エリザベス・ウォーレン、冬川来栖、うづき&やよいのキャラクターソングとミニドラマが収録されている。CDジャケットには、明日菜、琴音、エリザベスが川遊びをしている様子が描かれている。
収録曲
太字は楽曲、斜字はミニドラマ
（全作詞：畑亜貴）
1. 第1セット そうなんっ [6:16]
2. 天高くもやもやる才能 [3:40]
  - 歌：春風明日菜（伊藤かな恵）、作曲：田代智一、編曲：鈴木盛広

3. 第2セット ぎゃっきょう [6:39]
4. 青春ジャンプ☆直球ファイト [3:42]
  - 歌：沢夏琴音（喜多村英梨）、作曲：田代智一、編曲：浦田尚克

5. 3セット はんとっ [6:39]
6. そふてに部「部長の心得」得意げに [1:47]
  - 歌：秋山千歳（伊藤静）、作曲：福本公四郎、編曲：安藤高弘

7. 第4セット ときめきっ [7:18]
8. ダイスキ ah! ダイスキ ah! ダイスキ [3:45]
  - 歌：エリザベス・ウォーレン（矢作紗友里）、作曲：村井大、編曲：安岡洋一郎

9. 第5セット れいかんっ [7:36]
10. 絶対解放そふてにソウルッ! [3:46]
  - 歌：うづき&やよい（戸松遥）、作曲：綾原圭二、編曲：高田暁

11. 第6セット おかえりっ [8:50]
12. 不可…No!可…No!! [3:22]
  - 歌：冬川来栖（明坂聡美）、作曲・編曲：Tron-LM

### 映像特典
DVD&BD各巻収録の映像特典新作オマケアニメ。最終回後に温泉で回想するエピソード。第4話には本編同様『水曜どうでしょう』ネタも盛り込まれている。
| 巻数 | サブタイトル                      | 絵コンテ 演出 | 作画監督 総作画監督 |
| ---- | --------------------------------- | ------------- | ------------------- |
| #1   | お風呂トーク 〜明日菜と花子〜     | 上坪亮樹      | 岡勇一              |
| #2   | お風呂トーク 〜琴音の過去〜       | 上坪亮樹      | 岡勇一              |
| #3   | お風呂トーク 〜千歳のチチ〜       | 上坪亮樹      | 岡勇一              |
| #4   | お風呂トーク 〜エリとやよい〜     | 上坪亮樹      | 岡勇一              |
| #5   | お風呂トーク 〜来栖のおっ凸事変〜 | 上坪亮樹      | 岡勇一              |
| #6   | お風呂トーク 〜大団円〜           | 上坪亮樹      | 岡勇一              |

### WEBラジオ
『そふてにっくれでぃお！〇ミ（すぱーんっ）』のタイトルで、2011年3月31日から同年7月28日まで音泉にて配信された。毎週木曜日更新。パーソナリティは伊藤かな恵（春風明日菜 役）で、初回を除き毎回伊藤とゲストパーソナリティとの2人体制（番組では「ダブルス」と称している）で進行した。
ゲストパーソナリティ
- 第2回・第17回 - 中山信宏（プロデューサー）
- 第3回 - 岩浪美和（音響監督）
- 第4回・第5回・第6回 - 喜多村英梨（沢夏琴音 役）
- 第7回・第8回・第9回 - 伊藤静（秋山千歳 役）
- 第10回・第11回・第12回 - 明坂聡美（冬川来栖 役）
- 第13回・第14回・第15回 - 矢作紗友里（エリザベス＝ウォーレン 役）
- 第16回 - ULTRA-PRISM（OP歌手）
- 第18回 - あづち涼（原作者）